# 橘更紗
橘 更紗（たちばな さらさ、1997年11月19日 - ）は、日本のグラビアアイドル、タレント。千葉県出身。元ヴィスカエンターテイメント所属（詳細は後述）。

## 経歴
幼い頃からテレビが大好きで芸能界に憧れ、幼少期にモデルを経験するものの活動を休止しており、やがて再開に向けて気持ちが動いていた頃、渋谷にて道に迷ったところをヴィスカエンターテイメントのマネージャーにスカウトされたことがきっかけで、2018年7月に東京Lily主催の撮影会にてグラビアアイドルとしてデビューした。
クラシックバレエによる軟体を魅せる現役女子大生グラビアアイドル（詳細は後述）としての活動だけでなく、ライブ配信アプリによる通販サイト「CHECK」への出演、オムニバス映画『青春カレイドスコープ』の一篇「明日きっともっと」への出演など、タレントや女優としての活動も行っていた。また、ファンとの交流を兼ね、毎週日曜日にはLiveMeを用いてのライブ配信を行っていた。
2019年9月29日には、麻雀漫画雑誌『近代麻雀』（竹書房）の麻雀女子育成企画「近代麻雀学院」のシーズン3グランプリを粕谷まいや来栖うさこと共に受賞し、秋葉原スクエアビル内のスタジオにて開催されたイベント「近代麻雀学院グランプリアワード」において初披露された。その後、同年11月30日には同誌2020年1月号にてグラビアと共に公表された。
2020年5月28日には、5作目のデジタル写真集『彼女とおうちデート』（ギルド）が発売された。しかし、それと前後して自身のTwitterやInstagramの各アカウント（#外部リンクを参照）、ヴィスカエンターテイメント公式サイトでの紹介ページがそれぞれ消滅しており、その後については一切不明である。

## 人物
趣味はクラシック音楽鑑賞、アニメ鑑賞、散歩、グルメ巡り（激辛好きにしてスイーツ好きの甘党）、掃除。
特技はクラシックバレエ。5歳の頃から始めており、その魅力は全身で表現するところにあるうえ、グラビアに通ずるものがあるとの旨を述べている。クラシックバレエ歴15年を経た2020年時点でも身体は柔らかく、軟体ポーズが得意で尻も鍛えられているうえ、それに先駆けて男性向け週刊誌『週刊プレイボーイ』2018年No.47号（集英社）にて企画「次世代グラドル美脚番付」に選ばれていたことから、尻だけでなく脚への自信も持っている。
1作目のDVD/BD『さらさら』（竹書房）の発売に際しては、家庭教師の経験も持つ21歳の現役女子大生であることや、社会学を専攻している3年生であることを明かしている。また、「憧れの人」に石原さとみを挙げている。
2作目のDVD『更紗日記』（ラインコミュニケーションズ）の発売に際しては、衣装の着用時に下着の跡が残らないよう撮影前には全裸で就寝しているとの旨を明かしているが、ロケ先のバリ島では就寝中に尻を虫に噛まれてその跡を隠さないといけない問題が発生してしまったとの旨も明かしている。
3作目のDVD『桜咲く愛』（ギルド）の発売に際しては、普段は酒をそんなに飲まないが初めて酔っ払ったシーンにも挑戦したとの旨や、周囲の友人たちと違って就職活動はしておらず卒業後は芸能1本で行こうと思っているとの旨を明かしている。
4作目のDVD『更紗模様』（エアーコントロール）の発売に際しては、ジムに通ったり食事を気をつけたりして、1年間かけてグラビア映えする身体に絞ってきたとの旨を明かしている。また、同じくグラビアアイドルである森咲智美への憧れから、彼女が以前の作品にて着用していた衣装と同じものを、自分も同作品にて着用している。さらには、22歳になったら自分の見せ方などを表現できるグラビア界を引っ張っていけるようになりたいとの旨や、グラビア映えする身体をこれからも保っていきたいとの旨を明かしている。

## 作品

### イメージビデオ
| 発売日         | タイトル | メーカー                   | 規格 | 品番       | 出典・注釈              |
| -------------- | -------- | -------------------------- | ---- | ---------- | ----------------------- |
| 2018年11月24日 | さらさら | 竹書房                     | DVD  | TSDS-42354 | [ 41 ] [ 42 ] [ 注 8 ]  |
| 2018年11月24日 | さらさら | 竹書房                     | BD   | TSBS-81124 | [ 41 ] [ 42 ] [ 注 8 ]  |
| 2019年3月20日  | 更紗日記 | ラインコミュニケーションズ | DVD  | LCDV-40916 | [ 34 ] [ 44 ] [ 注 9 ]  |
| 2019年7月18日  | 桜咲く愛 | ギルド                     | DVD  | GUILD-206  | [ 45 ] [ 46 ] [ 注 10 ] |
| 2019年10月25日 | 更紗模様 | エアーコントロール         | DVD  | OME-335    | [ 47 ] [ 48 ]           |

上記のほか、2019年6月20日には所属先を同じくする高梨瑞樹のイメージビデオ『桜舞う恋』に教師役として出演している一方、自身の『桜咲く愛』には高梨が生徒役として出演している。

### デジタル写真集
- 更紗日記（2019年8月9日、ラインコミュニケーションズ）[52]
- 先生の秘密（2019年12月25日、ギルド）[53]
- 先輩の彼女（2020年3月4日、ギルド）[54]
- 生徒会長との秘密の放課後（2020年4月19日、ギルド）[55]
- 彼女とおうちデート（2020年5月28日、ギルド）[28]

## 出演

### 映画
- オムニバス映画『青春カレイドスコープ』#2 「明日きっともっと」監督：神村友征（2019年8月24日、らんくう パロマプロモーション） - 立花 紗枝 役[12][13]

### テレビ
- 連続ドラマW『孤高のメス』（2019年、WOWOW）[3]
- 透明彼女 season7 #2（2019年1月18日、V☆パラダイス）[3][56][注 12]
- 笑福亭鶴光のオールナイトニッポン.TV@J:COM（2019年6月8日、J:COM） - ゲスト[57]

### ラジオ
- Multiply Radio（2019年8月、FM AICHI） - 8月月間ゲスト[58]

### ネット配信
- ASCII.jp×デジタル「美人スマホ〜水着×スマートフォン 第34回」（2019年6月29日、YouTube）[45]

### イベント
- 第2回サンスポGoGoクイーン オーディション（2019年6月30日、西武園ゆうえんち）[注 13]